# Kwen Liew
Liew Shiao Khuen ou Kwen Liew, née le 29 octobre 1987 est une cheffe cuisinière malaisienne formée à la gastronomie française.
Le restaurant Pertinence dont elle est cheffe avec Ryunosuke Naito a obtenu une étoile au Guide Michelin en février 2018. Cela fait de Kwen Liew une des rares femmes chefs étoilées en France.

## Parcours
Kwen Liew naît à Kuala Lumpur en Malaisie. C'est sa mère qui lui transmet les bases de la cuisine. Son intérêt pour la cuisine vient naturellement car elle adore manger, notamment la cuisine malaisienne. Elle apprécie particulièrement le nasi lemak, l'asam laksa , le curry laksa et tout ce qui est épicé. Après une scolarité à l'école catholique de Petaling Jaya, elle hésite entre différentes orientations avant de choisir de se former dans les écoles du Cordon Bleu à Sydney puis à Bangkok. Elle se forme ensuite à la pâtisserie française à l'École Nationale Supérieure de Pâtisserie d'Yssingeaux, en Haute-Loire.
Elle commence sa carrière en 2011 chez Antoine, à Paris, avec le chef Mickaël Féval. C'est là qu'elle rencontre Ryunosuke Naito, qui y travaille comme sous-chef et qui deviendra plus tard son conjoint. Elle repart ensuite travailler en Asie et explorer les cultures culinaires de différentes pays. Elle devient chef du Saint-Julien à Singapour et travaille également en Australie. En 2015, Ryunosuke Naito, devient chef du Bistrot Alexandre III et lui propose de venir le seconder. Là, ils servent près de 600 couverts par jour, mais cela ne satisfait pas Kwen Liew qui pense qu'ils devraient chercher la qualité plus que la quantité. Le couple part alors à la recherche d'un local pour monter son propre établissement et trouve un ancien bistrot qu'il fait redécorer par l'architecte Gérard Ronzatti. Celui-ci crée un décor sobre d'inspiration navale avec des tons blancs (couleur préférée du chef) et beiges, rappelant la couleur «or rose» des œufs Christofle décorant les tables.
Fin mars 2017,, Liew et Naito ouvrent leur restaurant Pertinence dans le 7e arrondissement à Paris. Leur cuisine réalisée à quatre mains mélange tradition française et touche et technique asiatiques. Les deux chefs sont complémentaires, Kwen Liew apportant plutôt sa touche dans la cuisson des viandes, les garnitures et les assaisonnements. Le restaurant ne propose initialement que 18 couverts.
Moins d'un an plus tard, le 5 février 2018, Kwen Liew et Ryunosuke Naito reçoivent une étoile Michelin pour leur établissement. Kwen Liew est l'une des deux seules femmes nouvellement étoilées au Guide Michelin en 2018 et elle est également la première malaisienne à être récompensée par le Michelin. Après avoir obtenu l'étoile, Kwen Liew et Ryunosuke Naito se limitent désormais à 14 couverts pour gagner de l'espace et concentrer leurs efforts.